# Medoševac (Lazarevac)
Pour les articles homonymes, voir Medoševac.
Medoševac (en serbe cyrillique : Медошевац) est un village de Serbie situé dans la municipalité de Lazarevac et sur le territoire de la Ville de Belgrade. Au recensement de 2011, il comptait 642 habitants.

## Géographie

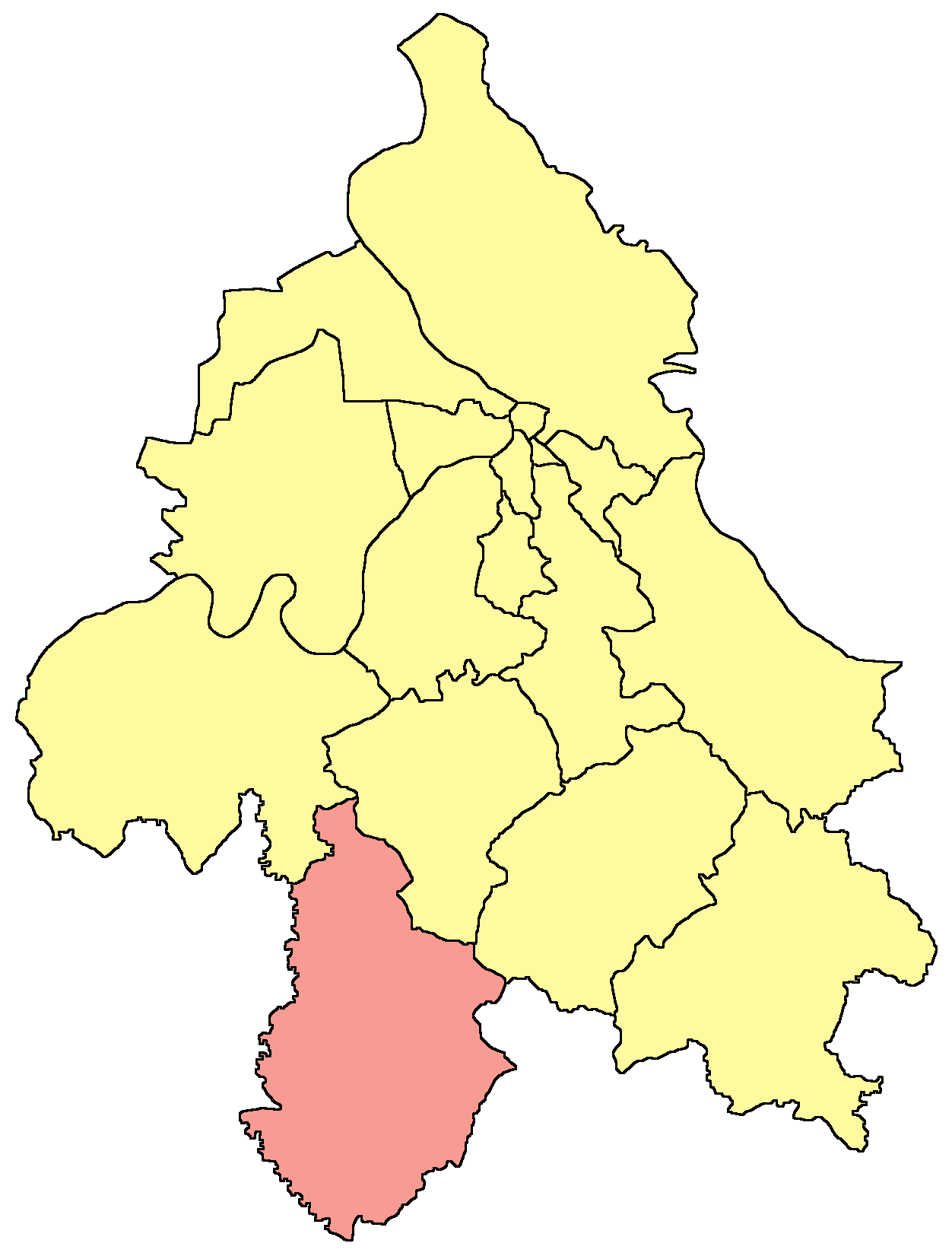
Localisation de la municipalité de Lazarevac dans la Ville de Belgrade

Medoševac est situé au nord-est de Lazarevac.

## Histoire
Pendant la période autrichienne (1718-1739), le village était connu sous le nom de Medoschevaz. En 1818, il comptait 20 foyers et appartenait au domaine du prince Gošnjić ; en 1822, il faisait partie du domaine du prince Stanoević et comptait 176 foyers et 838 habitants.

## Démographie

### Évolution historique de la population
| 1948  | 1953  | 1961  | 1971  | 1981  | 1991  | 2002 | 2011 |
| ----- | ----- | ----- | ----- | ----- | ----- | ---- | ---- |
| 1 292 | 1 376 | 1 548 | 1 725 | 1 846 | 1 095 | 925  | 642  |

|  |

### Données de 2002
Pyramide des âges (2002)
En 2002, l'âge moyen de la population était de 36,9 ans pour les hommes et 37,7 ans pour les femmes.
Répartition de la population par nationalités (2002)
En 2002, les Serbes représentaient 91,35 % de la population et les Roms 6,48 %.

### Données de 2011
En 2011, l'âge moyen de la population était de 37,9 ans, 37,5 ans pour les hommes et 38,4 ans pour les femmes.

## Éducation
L'école Diša Đurđević de Vreoci gère une antenne à Medoševac.